# Ol. Hansens bokförlag
Ol. Hansens Bokförlag fanns i Stockholm från slutet av 1800-talet till tidigt 1900-tal.
Företaget fanns under flera år på Malmskillnadsgatan 27.
Mellan 1901 och 1935 var förlaget ett aktiebolag, Ol. Hansens Bokförlags-Aktiebolag. Mellan 1930 och 1934 registrerades ingen vinstutdelning.
Den 27 febr 1906 ombildades förlaget. 1912 ombildas förlaget igen. I styrelsen satt då P.E. Nilsson, E.A. Weimers och August Fredlund. Aktiekapitalet sätts vid den tiden till 150 000 kr som fördelades på 300 aktier.
1. 1895. Grefvedottern eller Hypnotisk kärlek. Svensk originalroman. författare Runo Hjelm
2. 1897. Återfunnen. Verklighetsskildringar ur Stockholmslifvet. författare Hans Hansson (Wilhelm Granat)
3. 1898. Lumphandlaren i stadsgården. författare Johan Lars
4. 1900. Addy - en svensk jägare i kampen mot indianer. författare Max
5. 1900. Kvinnan Mannen och Älskaren. författare Kock de Paul
6. 1901. Georgette eller Amtskrifvarens systerdotter. författare Paul de Kock
7. 1901. Friskt humör, tokroliga Berättelser af Oscar.
8. 1901. Elvira eller kinesbruden. författare Edgar Bender
9. 1904. Gudinnan af Atvatabar. En upptäcktsresa i underjorden och Atvatabars eröfring. författare William R Bradshaw
10. 1904. Den tappre Juan Moreira : Hans lif och strider : Ett sydamerikanskt polisdrama.
11. 1905. Indianbyn vid Ueayali.
12. 1905. Puritanens blockhus.
13. 1905. Död eller fången.
14. 1905. Min försvunne broder. författare Robert Keil
15. 1905. Indianens hämnd.
16. 1905. Guineafararen.
17. 1905. I Röda Piplerans by.
18. 1905. Missionsstationen på Karolinerna.
19. 1905. Hjälteflickan från Ditmarsen.
20. 1905. Stridsyxa och fredspipa.
21. 1905. Ädel hämnd av en Kanadensare.
22. 1905. Jules Gérard, Lejonjägaren.
23. 1905. Chinawaru. Bergens örn.
24. 1905. Öfarmen i Eriesjön.
25. 1905. På prärien.
26. 1905. Daniel Boon, den förste nybyggaren i Kentucky.
27. 1905. Kazikernas dödsgrift.
28. 1905. Minnelari, hoppande fölet.
29. 1905. Kejsar Napoleons spion.
30. 1905. Piraten.
31. 1905. Flykten genom urskogen. författare Fr Deutz
32. 1905. Tåget genom del Norte-öknen.
33. 1905. Den ryska spionen. författare Max Pemberton
34. 1906. Jul och Nyårsverser - En samling Jul och Nyårshälsningar på vers, att skrifva på vykort m.m. författare Gustavus
35. 1908. Gamla svenska folkvisor, danser och danslekar, vaggvisor mm. författare Olof Larsson
36. 1909. Violets äfventyrliga resor till sjöss och lands. författare Frederick Marryatt